# Sallisaw
Sallisaw ist eine Stadt mit dem Status „City“ und Sitz der Countyverwaltung (County Seat) des Sequoyah County im US-Bundesstaat Oklahoma. Das U.S. Census Bureau hat bei der Volkszählung 2020 eine Einwohnerzahl von 8.510 ermittelt.

## Geographie
Die nächstgelegene Großstadt Fort Smith liegt 40 Kilometer entfernt in östlicher Richtung im Bundesstaat Arkansas. Sallisaw wird im Süden vom Interstate 40 Highway tangiert. Die Verbindungsstraßen U.S. Highway 59 und U.S. Highway 64 verlaufen durch den Ort. Das Robert S. Kerr Reservoir, ein vom Arkansas River gebildeter Stausee, befindet sich 10 Kilometer entfernt im Süden.

## Geschichte
Die Gegend des heutigen Sallisaw war eine von Bisonherden bevölkerte Prärielandschaft. Die Bisons wurden zunächst von den Cherokeeindianern und später auch von spanischen und französischen Siedlern bejagt. Da an den umliegenden Bächen auch Salzablagerungen gefunden wurden, wurde das Salz zum Konservieren des Büffelfleischs verwendet. Der Ort wurde in Anlehnung an das französische Wort salaiseau, das „gesalzenes Fleisch“ bedeutet, Salisaw genannt. Als Gründungstag gilt der 17. März 1886. Die Einwohner waren überwiegend in der Landwirtschaft tätig und konnten ihre Produkte, nachdem die Missouri Pacific Railroad durch den Ort führte günstig vermarkten. Baumwolle wurde bis in die 1930er Jahre in erster Linie angebaut, danach verlagerte sich die Tätigkeit auf andere Wirtschaftszweige, beispielsweise zur Kohle- und Holzwirtschaft. Zum Ende des Zweiten Weltkriegs befand sich in Sallisaw kurzzeitig ein Lager für deutsche Kriegsgefangene.
Einige historisch wertvolle Gebäude wurden in das National Register of Historic Places aufgenommen.

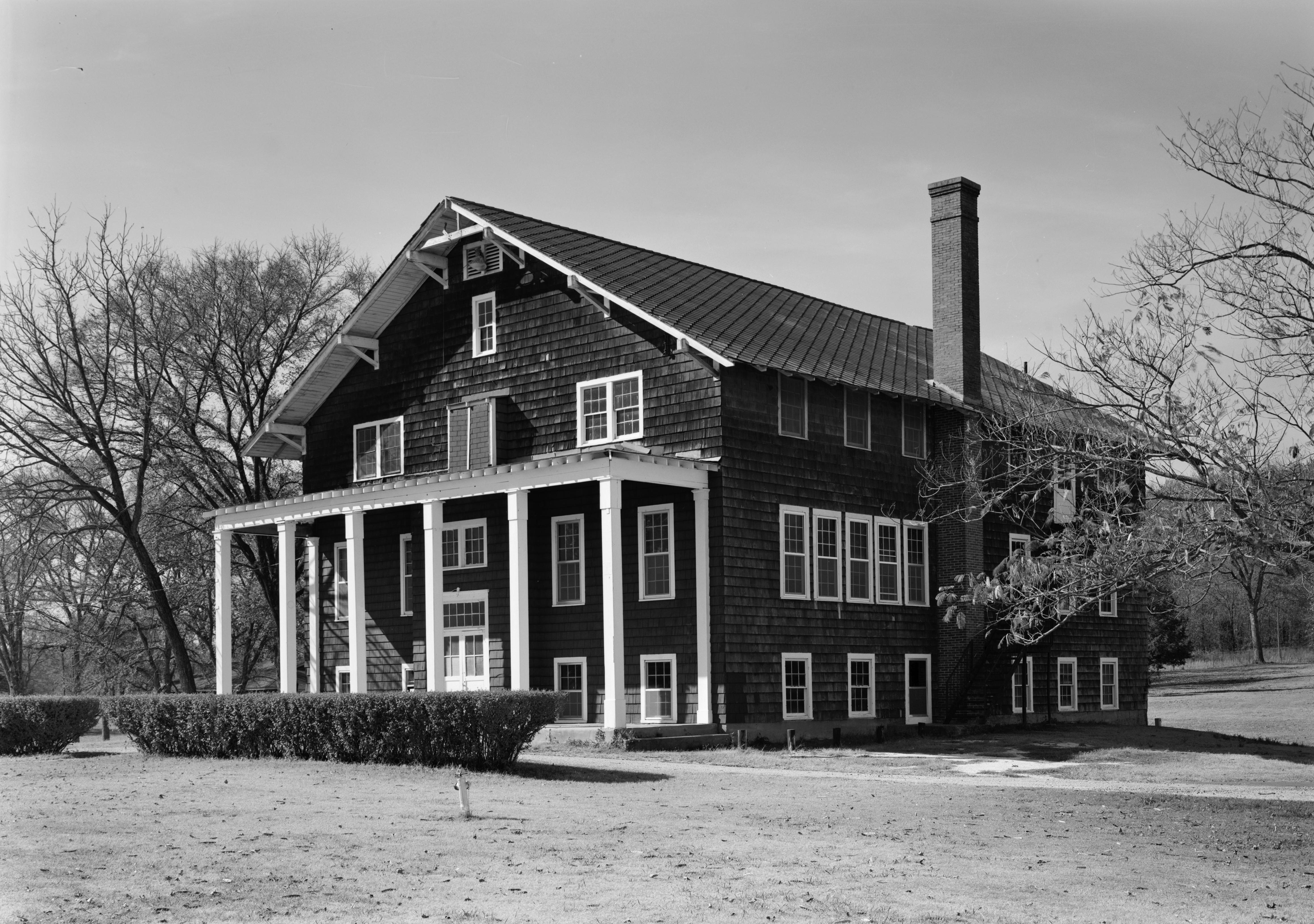
Dwight Mission
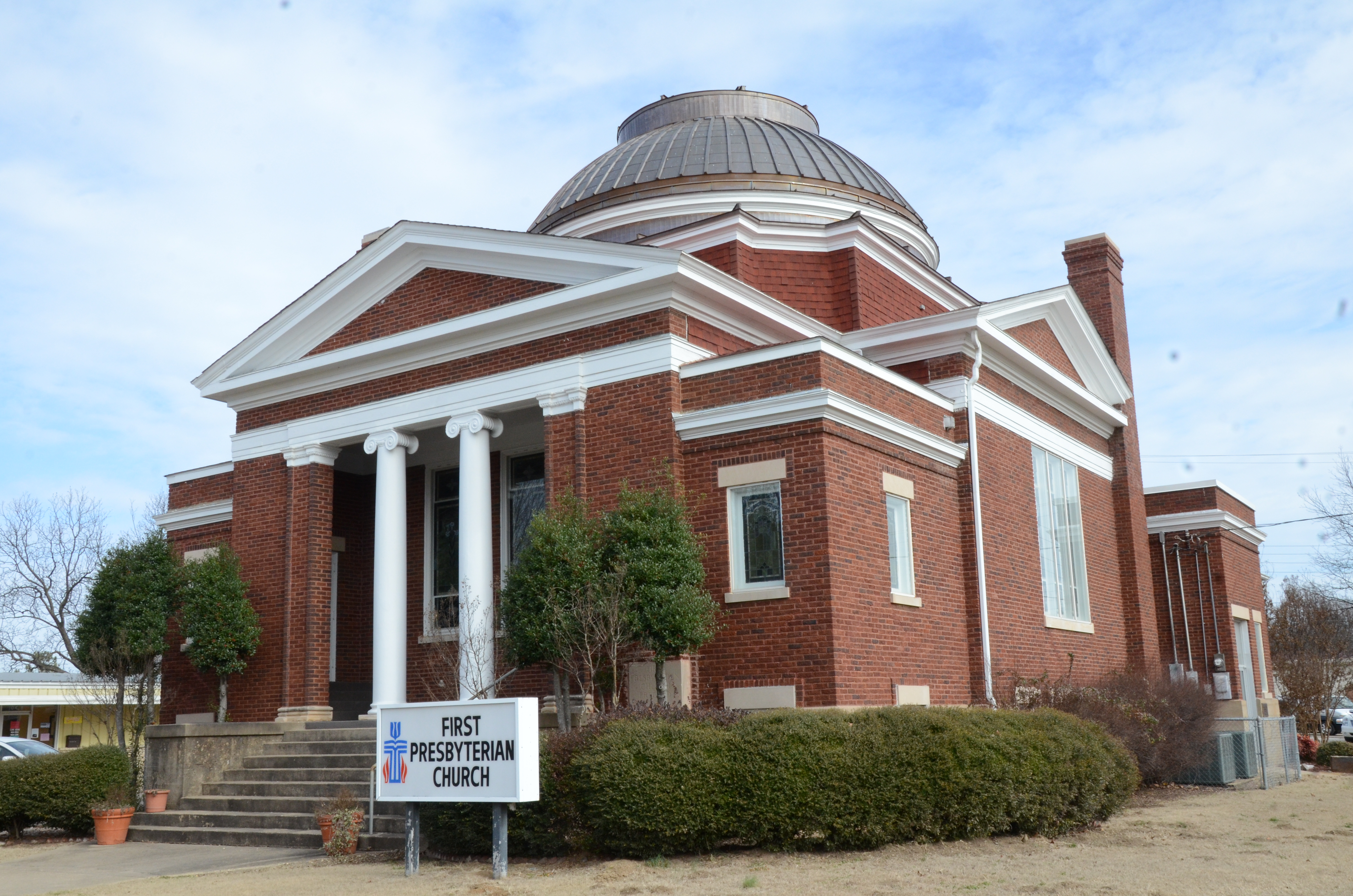
First Presbyterian Church
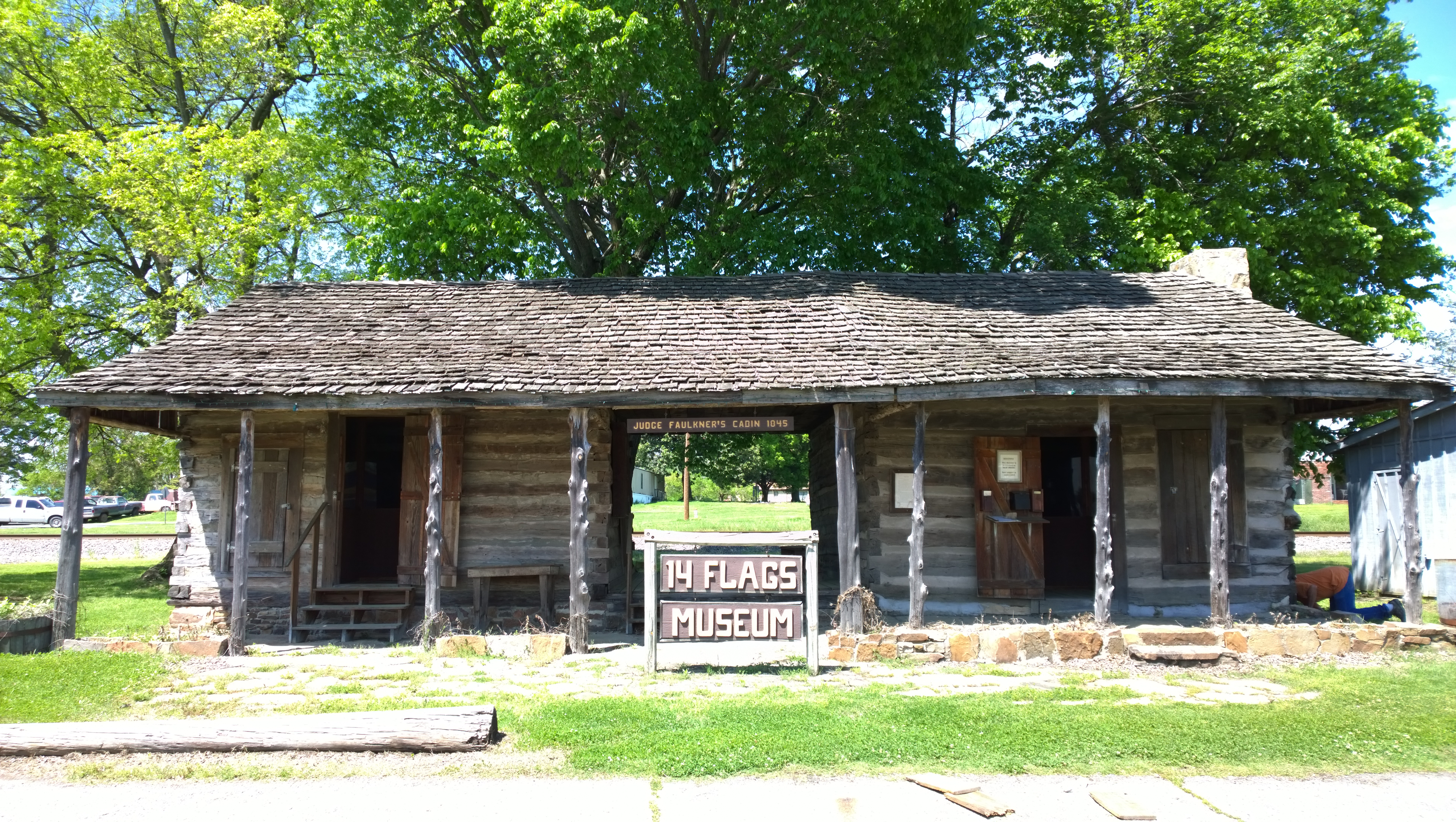
Judge Franklin Faulkner House

## Demografische Daten
Im Jahr 2013 wurde eine Einwohnerzahl von 8623 Personen ermittelt, was eine Zunahme um 7,9 % gegenüber 2000 bedeutet.  Das Durchschnittsalter lag 2013 mit 37,8 Jahren in der Größenordnung des Wertes von Oklahoma, der 36,2 Jahre betrug.

## Söhne und Töchter der Stadt
- Houston Barks (1928–2016), Country-Musiker
- John Jarman (1915–1982), Politiker